# 바이에른어
바이에른어(독일어: Bairisch; 바이에른어: Boarisch, Boirisch) 또는 오스트로바이에른어(독일어: Bairisch-Österreichisch; 영어: Austro-Bavarian)는 오스트리아, 바이에른 자유주 및 이에 근접한 지역(쥐트티롤 등)에서 사용되는 고지 독일어의 방언 연속체이다.
바이에른주와 오스트리아에서는 교육, 행정, 미디어 등 공적인 상황에서는 표준 독일어를 사용하나 일상생활에서는 오스트로-바이에른 방언을 여전히 활발히 사용한다. 다만 도시의 젊은층 사이에서는 보편 교육과 표준 독일어에 대한 노출 증가로 억양 등의 차이만 있는 표준 독일어를 일상적으로 사용하는 인구도 늘어나고 있다. 바이에른어로 쓰인 문학 작품도 있으나 문어(文語)로는 잘 쓰이지 않으며 표준적인 철자법도 없다.
바이에른 공국 수립 이후 독자적 역사가 시작된다. 표준 독일어와는 고대 고지 독일어에서 갈라져 나왔으며, 12세기 중세 고지 독일어 시기부터는 (스위스 등지의) 알레만 독일어와의 차이가 보이기 시작한다.

## 갈라진 언어
바이에른어는 북부 바이에른어, 중부 바이에른어, 남부 바이에른어로 나뉜다. 다음 언어들은 바이에른어의 방언이었다가 갈라진 언어들이다.
- 모체노어
- 후터파 독일어
- 킴브리어

## 같이 보기
- 오스트리아 독일어
- 빈 독일어
- 서부 저지 독일어